# Мауля Абд аль-Хафіз ібн аль-Хасан
Мауля́ Абд аль-Хафі́з ібн аль-Хаса́н (Абд аль-Хафіз; 1875[джерело?] — 1937) — султан Марокко в 1908-12 роках.
Походить із династії Алауїтів (Філалідів). Син Хасана, брат Абд аль-Азіза. Намісник в Марракеші, був проголошений султаном в результаті повстання племен проти аль-Азіза. Прийшовши до влади, був вимушений визнати всі нерівноправні договори, що були підписані Марокко з європейськими державами.
В 1910 році підписав з французькими банками нову угоду про кредит. Ведення додаткових податків, посилення впливу Франції в Марокко викликали повстання племен, яким скористалась Франція для окупації Феса, Мекнеса та інших територій. Підписав Феський договір 1912 року з Францією про протекторат над Марокко. В 1912 зрікся престолу.